# سیارک ۶۶
سیارک ۶۶ (به انگلیسی: 66 Maja) شصت و ششمین سیارک کشف شده‌است که در ۹ آوریل ۱۸۶۱ کشف شد.
قدر مطلق سیارک برابر ۹٫۳۶ است.